# ماريو سيرجيو (لاعب كرة قدم)
ماريو سيرجيو هو لاعب كرة قدم برازيلي في مركز الوسط، ولد في 30 ديسمبر 1977 في Adustina ‏ في البرازيل. لعب مع أولسان هيونداي وجمعية بورتوغيزا الرياضية ونادي خزر لنكران ونادي دبي ونادي كشله ونادي كوريتيبا ونادي لوكوموتيف صوفيا.

## وصلات خارجية
- ماريو سيرجيو (لاعب كرة قدم) على موقع دوري كوريا الجنوبية (الإنجليزية)
- ماريو سيرجيو (لاعب كرة قدم) على موقع قاعدة بيانات كرة القدم.إي يو (الإنجليزية)
- ماريو سيرجيو (لاعب كرة قدم) على موقع Soccerway.com (الإنجليزية)